# Sater-fríština
Sater-fríština (vlastním názvem Seeltersk) je západogermánský jazyk, který je posledním dosud živým dialektem východofríštiny. Hovoří se jím v oblasti Saterland nedaleko města Cloppenburg v německé spolkové zemi Dolní Sasko.

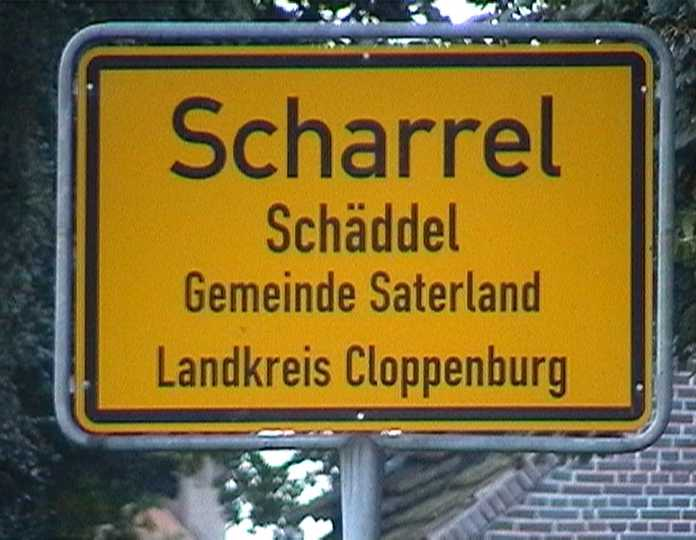
Dopravní značka s názvem obce v němčině a sater-fríštině

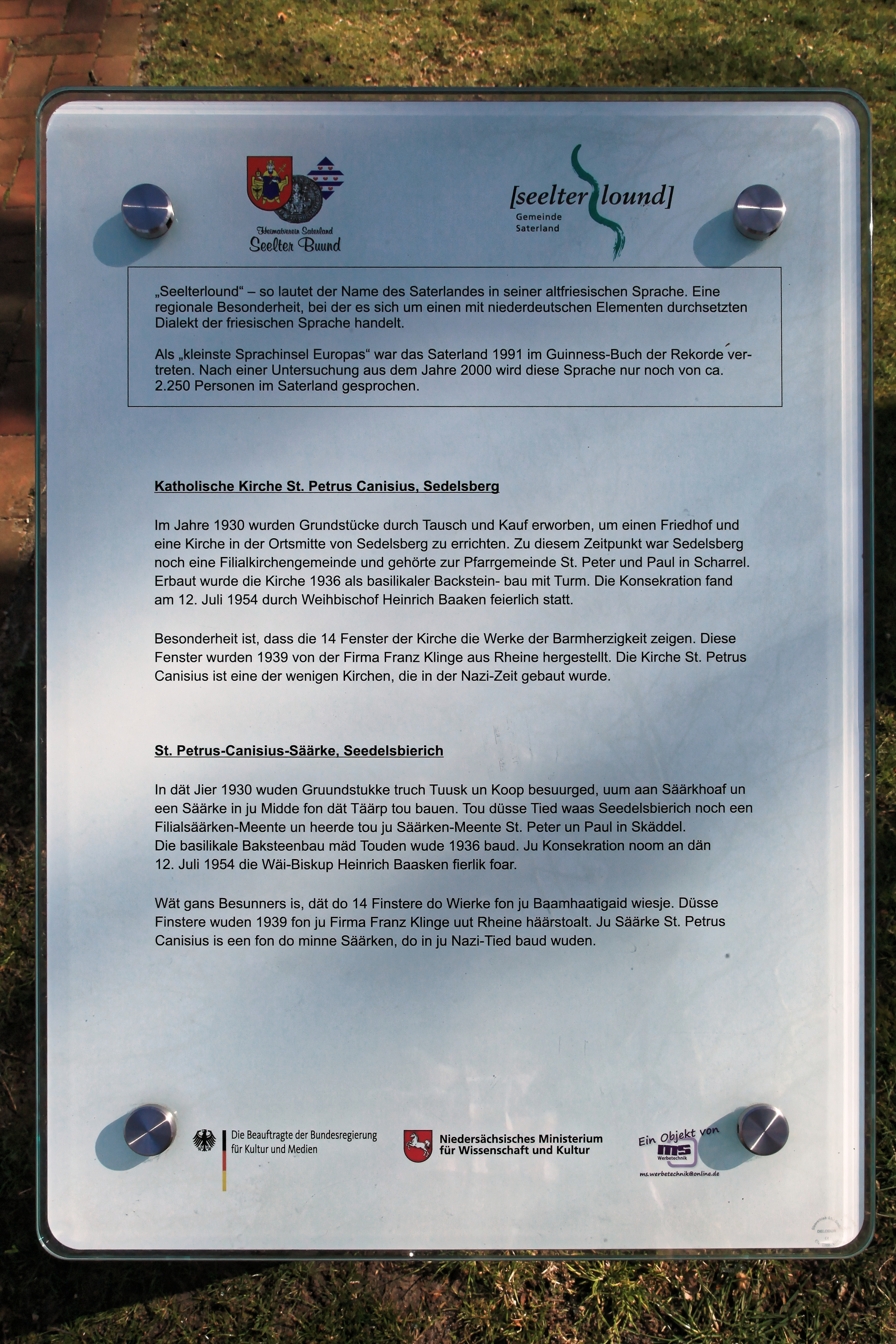
Dvojjazyčná informace u kostela v Sedelsbergu

Rozšíření fríských jazyků v Evropě:
západofríština
severofríština
sater-fríština

Emžské dialekty fríštiny se postupně přestaly používat v sedmnáctém století, jedinou výjimkou zůstal Saterland díky tomu, že byl obklopen obtížně schůdnými slatiništi a stal se katolickou enklávou v protestantském severním Německu. Odlišnost od západofríštiny je tak velká, že znemožňuje vzájemné porozumění. Oblast sater-fríského jazyka tvoří čtyři vesnice: Strücklingen (Strukelje), Ramsloh (Roomelse), Sedelsberg (Seeidelsbierich) a Scharrel (Schäddel). Počet mluvčích se odhaduje na dva až dva a půl tisíce, z toho zhruba polovina převážně starších osob uvádí sater-fríštinu jako mateřský jazyk. Německá vláda se na základě Evropské charty jazyků zavázala k ochraně tohoto menšinového jazyka, vzhledem k malému počtu mluvčích však sater-fríština není užívána v úředním styku, neexistují v ní žádné noviny ani rozhlasové stanice. Vyšlo v ní několik knih včetně Bible a konají se také občasná divadelní představení v této řeči. Od roku 2009 funguje Sater-fríská Wikipedie, která měla v srpnu 2015 3606 článků. 

## Příklady

### Číslovky
| Sater-frísky | Česky |
| een          | jeden |
| two          | dva   |
| tjo          | tři   |
| fjauer       | čtyři |
| fieuw        | pět   |
| säks         | šest  |
| soogen       | sedm  |
| achte        | osm   |
| njuugen      | devět |
| tjoon        | deset |

## Ukázka
- Sater-frísky: Die Wänt strookede dät Wucht uum ju Keeuwe un oapede hier ap do Sooken.
- Německy: Der Junge streichelte das Mädchen ums Kinn und küsste sie auf die Wangen.
- Anglicky: The boy stroked the girl on the chin and kissed her on the cheeks.
- Česky: Chlapec pohladil dívku po bradě a políbil ji na tváře.

## Vzorový text

### Všeobecná deklarace lidských práv
| sater-frísky | Âl minsken wordent fräj un glīk in wērderğkaid un rechten bōren. Säi hebbent küen un gewäiten mitkrēgen un söölent mitnanner in brörskup lēven. |
| česky        | Všichni lidé se rodí svobodní a sobě rovní co do důstojnosti a práv. Jsou nadáni rozumem a svědomím a mají spolu jednat v duchu bratrství.      |